# 末 (さぬき市)
末（すえ）は、香川県さぬき市の大字。2012年（平成24年）3月31日現在の世帯数は132世帯、人口は353人。郵便番号は769-2105（長尾郵便局管区）。

## 地理
さぬき市志度地区南部に位置する。東で鴨部、北および西で志度、南西で造田是弘、南で造田乙井、南東で寒川町神前とそれぞれ接する。北東に五瀬山、南西に石鎚山を中心とする山脈・丘陵によってほぼ山に囲まれており、平地が少ない。灌漑に使用するための水が少ないため、地内にはため池が多い。

## 歴史

### 地名の由来
7世紀頃を中心に陶器が生産されていたといわれており、数基の窯跡や、壺・甑・鴟尾などが発見されている。地名はこの陶器の「陶（すえ）」にちなんでいるものだと考えられている。

### 沿革
- 1890年（明治23年）2月15日 - 町村制より、寒川郡末村と同郡志度村が合併し、志度村が発足。2つの旧村はそれぞれ大字末、大字志度となる。
- 1898年（明治31年）2月11日 - 志度村が町制施行し志度町となり、志度町大字末となる。
- 1899年（明治32年）4月1日 - 郡制により、寒川郡・大内郡を合わせて大川郡が発足。
- 1955年（昭和30年）1月1日 - 志度町（旧）・大川郡鴨庄村・同郡小田村が合併し、志度町（新）が発足。
- 1956年（昭和31年）9月30日 - 志度町が大川郡鴨部村を編入。
- 2002年（平成14年）4月1日 - 志度町・長尾町・津田町・寒川町・大川町が合併してさぬき市が発足し、さぬき市末となる。

## 人口
| 年                 | 世帯数 （世帯） | 人口 （人） | 出典  |
| ------------------ | --------------- | ----------- | ----- |
| 1891年（明治24年） | 112             | 621         | [ 2 ] |
| 2012年（平成24年） | 132             | 353         | [ 1 ] |

## 交通
鉄道は通っていない。南北に香川県道141号石田東志度線のみが通り、地内の重要な交通手段となっている。

### 道路
- 高松自動車道
  - 志度インターチェンジ
- 香川県道141号石田東志度線

## 施設
- 志度公民館末分館
- 霊芝寺

## 史跡
- 末一号窯跡 - 市指定文化財の史跡として指定されている[3]。